# Campeonato Gaúcho de Futebol Feminino de 2022
O Campeonato Gaúcho Feminino de 2022 é a vigésima quinta edição desta competição de futebol feminino organizada pela Federação Gaúcha de Futebol (FGF).
A competição é composta de quatro fases e é disputada por nove equipes entre os dias 31 de julho e 6 de novembro. Na primeira fase, os participantes foram divididos em grupos, pelos quais os integrantes enfrentaram os adversários da própria chave em jogos de turno e returno. Na fase posterior, os jogos foram em turno único. Nas fases eliminatórias, o resultado agregado das duas partidas definiram quem avançou à fase seguinte.
Os times eliminados na semifinal disputarão um jogo que definirá o terceiro lugar e o classificado para o Campeonato Brasileiro de Futebol Feminino - Série A3 de 2023.

## Formato e participantes
O regulamento da edição de 2022 do Campeonato Gaúcho Feminino dividiu os participantes em dois grupos, com a dupla grenal avançando diretamente para a segunda fase. Após seis rodadas, os dois melhores de cada grupo se classificaram para o hexagonal. Na segunda fase, os participantes jogaram em turno único. Por outro lado, as fases de eliminatórias foram disputadas em partidas de ida e volta, com o mando de campo pertencendo ao clube de melhor campanha.
Devido dificuldades ao não preenchimento dos requisitos, a ADERGS desistiu do certame, assim o clube teve todos seus jogos cancelados e aplicados walkover (3—0). Os nove participantes são:
| Equipe                | Cidade          | Estádio              | Títulos                                                                | Ref.  |
| --------------------- | --------------- | -------------------- | ---------------------------------------------------------------------- | ----- |
| Brasil de Farroupilha | Farroupilha     | Castanheiras         | —                                                                      | [ 7 ] |
| Elite                 | Santo Ângelo    | Bertholdo Christmann | —                                                                      | [ 7 ] |
| Flamengo de São Pedro | Tenente Portela | Miraguai             | —                                                                      | [ 7 ] |
| Grêmio                | Porto Alegre    | Antônio Vieira Ramos | 3 (2000, 2001 e 2018)                                                  | [ 7 ] |
| Guarany de Bagé       | Bagé            | Estrela D'Alva       | —                                                                      | [ 7 ] |
| Internacional         | Porto Alegre    | SESC Protásio Alves  | 11 (1983, 1984, 1997, 1998, 1999, 2002, 2003, 2017, 2019, 2020 e 2021) | [ 7 ] |
| Juventude             | Caxias do Sul   | Campo da Fras-Le     | 3 (2004, 2005 e 2006)                                                  | [ 7 ] |
| Oriente               | Canoas          | Santos e Schein      | —                                                                      | [ 7 ] |
| Vidal Pro             | Porto Alegre    | SESC Protásio Alves  | —                                                                      | [ 7 ] |

## Resultados
Os resultados das partidas da competição estão apresentados nos chaveamentos abaixo. As duas fases iniciais foi disputada por pontos corridos, com os seguintes critérios de desempates sendo adotados em caso de igualdades: número de vitórias, menos de gols sofridos, número de cartões vermelhos recebidos, número cartões amarelos recebidos e sorteio. Por outro lado, as fases eliminatórias consistirão de partidas de ida e volta, as equipes mandantes da primeira partida estão destacadas em itálico e as vencedoras do confronto, em negrito. Conforme preestabelecido no regulamento, o resultado agregado das duas partidas definirá quem avançará à final.

### Fase final
Em itálico, as equipes que possuem o mando de campo no primeiro jogo ou no jogo único; em negrito as equipes vencedoras.
|  | Semifinais    | Semifinais | Semifinais | Semifinais |   |               | Final          | Final | Final | Final |  |  |  |  |
|  |               |            |            |            |   |               |                |       |       |       |  |  |  |  |
|  | Juventude     | 0          | 0          | 0          |   |               |                |       |       |       |  |  |  |  |
|  | Internacional | 2          | 4          | 6          |   |               |                |       |       |       |  |  |  |  |
|  | Internacional | 2          | 4          | 6          |   | Internacional | 1              | 1     | 2     |       |  |  |  |  |
|  |               |            |            |            |   | Internacional | 1              | 1     | 2     |       |  |  |  |  |
|  |               | Grêmio     | 1          | 4          | 5 |               |                |       |       |       |  |  |  |  |
|  | Elite         | Grêmio     | 1          | 4          | 5 | 0             | 0              | 0     |       |       |  |  |  |  |
|  | Elite         |            |            |            |   | 0             | 0              | 0     |       |       |  |  |  |  |
|  | Grêmio        | 8          | 12         | 20         |   |               |                |       |       |       |  |  |  |  |
|  | Grêmio        | 8          | 12         | 20         |   |               |                |       |       |       |  |  |  |  |
|  |               |            |            |            |   |               | Terceiro lugar |       |       |       |  |  |  |  |
|  |               |            |            |            |   |               |                |       |       |       |  |  |  |  |
|  |               | Juventude  | 7          | 7          |   |               |                |       |       |       |  |  |  |  |
|  |               |            |            |            |   |               |                |       |       |       |  |  |  |  |
|  |               | Elite      | 0          | 0          |   |               |                |       |       |       |  |  |  |  |